# Сепыч (приток Ижа)
Сепыч — река в России, протекает в Завьяловском районе Удмуртии. Правый приток Ижа, бассейн Камы.

## География
Длина реки составляет 23 км. Берёт начало на Можгинской возвышенности на юго-восточном склоне горы Ореховая западнее Ижевска, в 6 км от ИКАД.
Течёт в общем направлении на юго-восток через деревни Сепыч и Козлово, далее через ИКАД к деревне Шудья. Ниже Шудьи, у южных окраин Ижевска, река запружена. Ниже пруда реку пересекают автодороги Ижевск — Ува, М7 и железнодорожная линия Агрыз — Ижевск (севернее платформы 27 км). В низовье на реке расположена деревня Малая Венья. Река впадает в Иж в 168 км от устья последнего. Правый берег Ижа в месте впадения Сепыча заболочен. Основные притоки: Лудорвай (пр), Чумойка (лев).

## Данные водного реестра
По данным государственного водного реестра России относится к Камскому бассейновому округу, водохозяйственный участок реки — Иж от истока и до устья, речной подбассейн реки — бассейны притоков Камы до впадения Белой. Речной бассейн реки — Кама.
Код объекта в государственном водном реестре — 10010101212111100027132.